# قوربة (جنديرس)
قوربة (بالكردية: Qurbê‏) هي قرية سوريّة تتبع إداريّاً لمحافظة حلب منطقة عفرين ناحية جنديرس، وبلغ تعداد سكانها 288 نسمة حسب قيود السجل المدني لنهاية عام 2005.